# Mycetagroicus
Mycetagroicus é um gênero de insetos, pertencente a família Formicidae.

## Espécies
- Mycetagroicus cerradensis Brandão & Mayhé-Nunes, 2001
- Mycetagroicus inflatus Brandão & Mayhé-Nunes, 2008
- Mycetagroicus triangularis Brandão & Mayhé-Nunes, 2001
- Mycetagroicus urbanus Brandão & Mayhé-Nunes, 2001